# Casa de MacCana

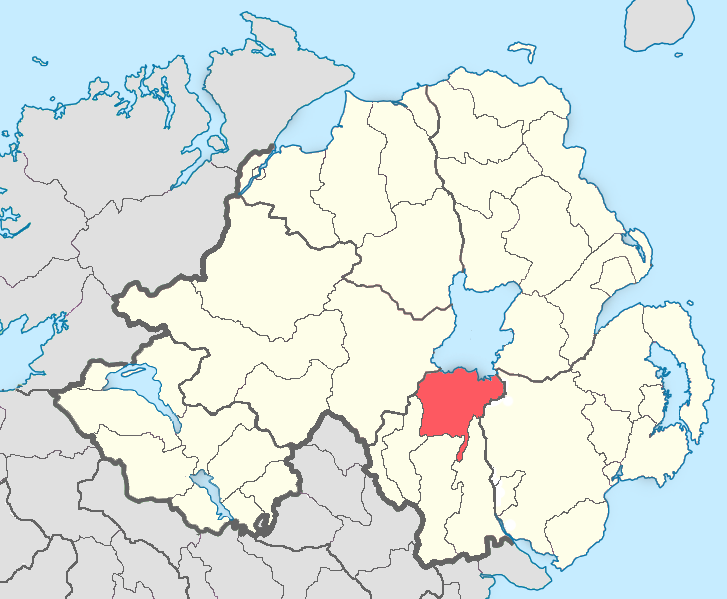
Los Mac Cana se habían convertido en jefes de Oneilland (destacados) en el siglo XVI.

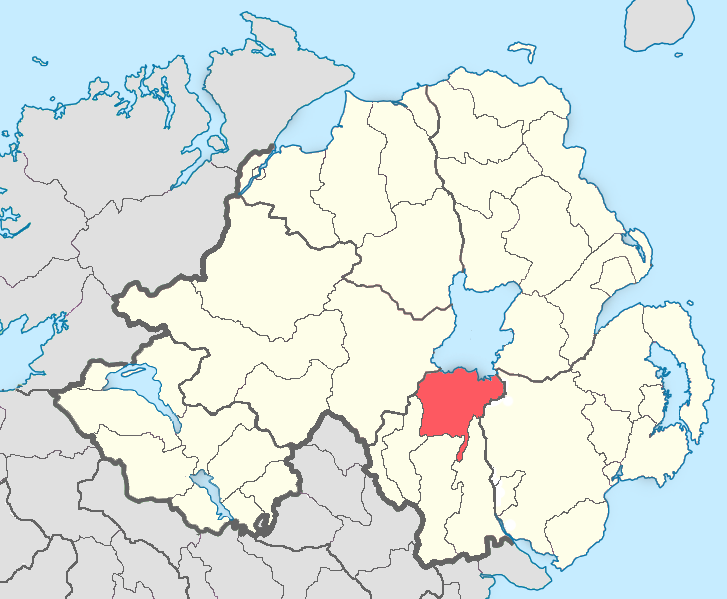
Los Mac Cana se habían convertido en jefes de Oneilland (destacados) en el siglo XVI.

Los MacCana eran un clan gaélico irlandés que tenía tierras en Clancann y Clanbrasil, en lo que hoy es el norte del condado de Armagh, y ostentaban el título de "Señores de Clanbrasil".  Son el origen de los apellidos McCann y Maccan.

## Etimología
El nombre Mac Cana significa "hijo de Caná". Literalmente, esto se traduce como "cachorro de Caná", y se dice que es un término para un joven guerrero.

## Historia
Los Mac Cana surgieron como jefes de Cenél Aengusa, el nombre de un linaje y su territorio en Tír Eoghain. Durante los siglos XII y XIII, expandieron sus tierras a lo largo del sur del Lough Neagh, donde dieron nombre al territorio de Clancann (Clann Chana), que más tarde se convirtió en la baronía de Oneilland. Esta región se ubicaba al norte del condado de Armagh, entre los ríos Bann y Blackwater. Además, se convirtieron en líderes del territorio vecino de Clanbrassil (Clann Bhreasail), al este del río Bann, que más tarde se convirtió en la baronía de Oneilland. El principal asentamiento en Clanbrassil, Lurgan, originalmente se conocía como Lorgain Bhaile Mhic Cana ("la cresta de la ciudad de Mac Cana"). Se cree que el cercano Portadown (Port an Dúnáin) recibe su nombre de un fuerte perteneciente a los Mac Cana. Un mapa inglés del principio del siglo XVII muestra una casa destacada en Maghery, en Clancann, que probablemente fue la última residencia de los jefes Mac Cana.
Los Mac Cana y sus vecinos eran vasallos de la poderosa dinastía O'Neill de Tyrone. Durante la Guerra de los Nueve Años (1594-1603), los O'Neill y sus aliados lucharon contra la expansión inglesa en Irlanda. Tras la victoria inglesa y la Fuga de los Condes, los ingleses se apoderaron de las tierras de los O'Neill y sus aliados, lo que parece incluir a los Mac Cana. Estas tierras fueron colonizadas por colonos protestantes de habla inglesa provenientes de Gran Bretaña durante la Colonización del Úlster.
Debido a la anglicización, la forma original Mac Cana ha experimentado diversas variaciones, como Maccan, así como MacCana, y se transformó en Canny y Canney tras la migración desde el Úlster hacia el sur (Leinster y Munster).